# Bakerius
Bakerius es un género de insectos hemípteros de la familia Aleyrodidae, subfamilia Aleyrodinae. El género fue descrito primero por Bondar en 1923. La especie tipo es Bakerius phrygilanthi.

## Especies
La siguiente es la lista de especies pertenecientes a este género.
- Bakerius amazonicus Penny & Arias, 1980
- Bakerius attenuatus Bondar, 1923
- Bakerius calmoni Bondar, 1928
- Bakerius conspurcatus (Enderlein, 1909)
- Bakerius glandulosus Hempel, 1938
- Bakerius maculatus Penny & Arias, 1980
- Bakerius phrygilanthi Bondar, 1923
- Bakerius sanguineus Bondar, 1928
- Bakerius sublatus Bondar, 1928